# Система турбонаддування

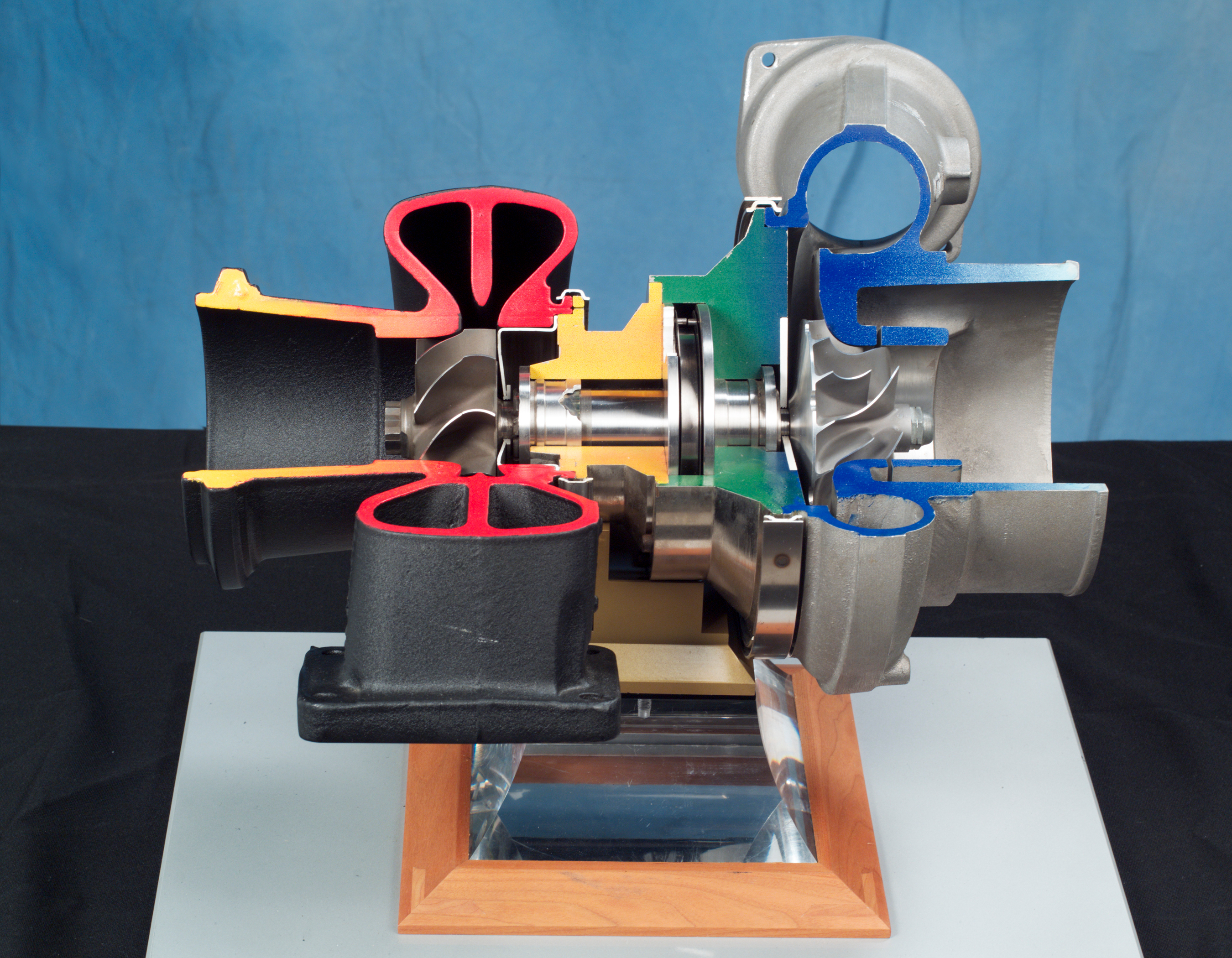
Розріз турбонагнітача (турбокомпресора): зліва — турбіна; справа — нагнітач

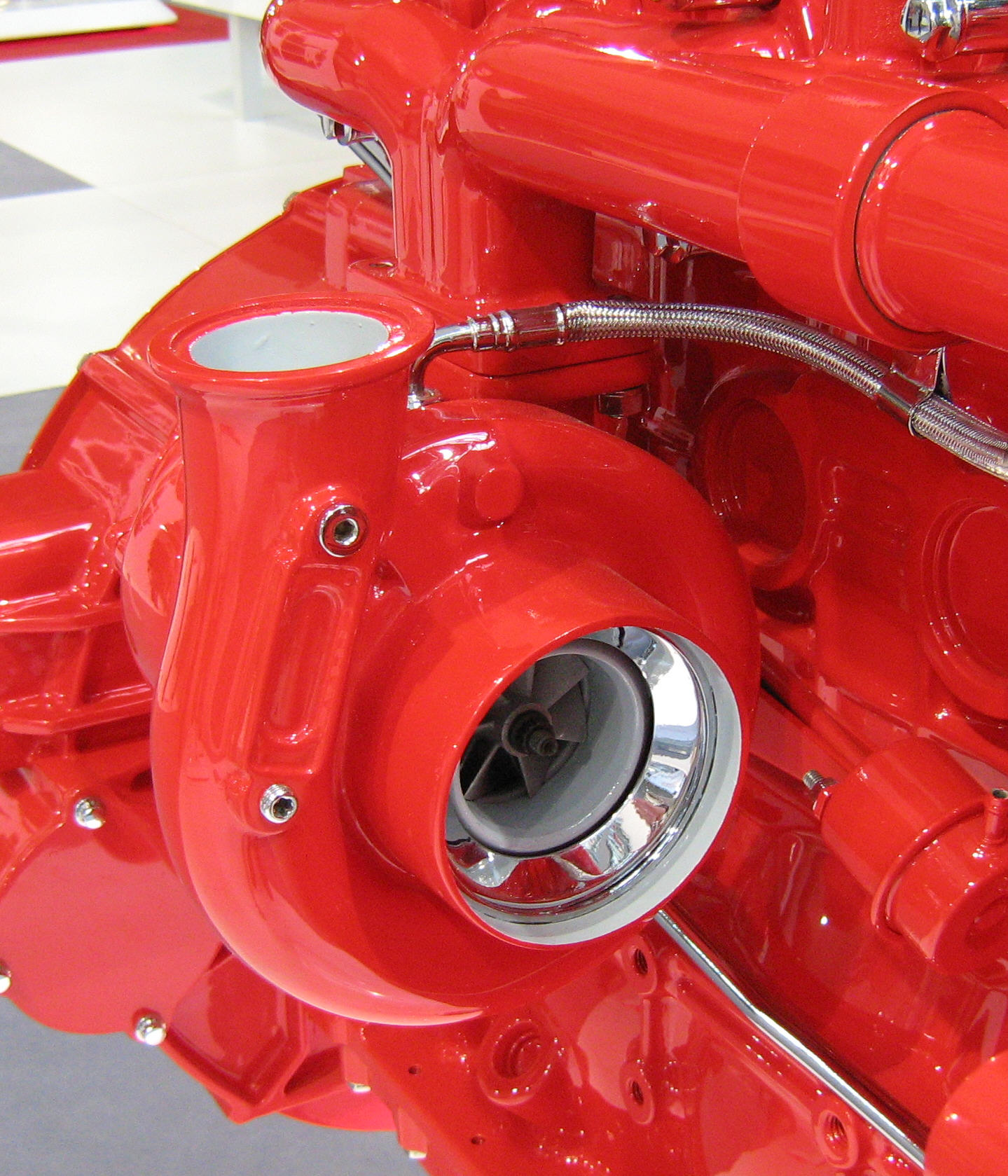
Турбонагнітач системи турбонаддування двигуна вантажівки

Систе́ма турбонаддува́ння — система двигуна внутрішнього згоряння на основі турбокомпресора, що забезпечує наддування (подачу повітря під тиском у циліндри) за рахунок використання енергії відпрацьованих газів.

## Загальні положення
Турбонаддування є найефективнішою системою підвищення потужності двигуна внутрішнього згоряння без збільшення частоти обертання його колінчастого вала та робочого об'єму циліндрів. Крім підвищення потужності турбонаддування забезпечує економію палива в розрахунку на одиницю потужності і зниження токсичності відпрацьованих газів за рахунок повнішого згоряння палива.
Система турбонаддування застосовується як на бензинових, так і на дизельних двигунах. Разом з тим, турбонаддування є найефективнішим на дизельних двигунах внаслідок високого ступеня стиснення у двигуні і відносно невисокої частоти обертання колінчастого вала. Стримувальними факторами застосування турбонаддування на бензинових двигунах є можливість настання детонації, яка пов'язана з різким збільшенням частоти обертання двигуна, а також висока температура відпрацьованих газів (1000 °С проти 600 °С у дизельних двигунах) і відповідний нагрів турбонагнітача.
Зазвичай, у турбодвигунів є меншою питома ефективна витрата палива (грам на кіловат-годину, г/(кВт·год)), і вищою літрова потужність (потужність, що знімається з одиниці робочого об'єму двигуна — кВт/л), що дає можливість суттєво збільшити потужність невеликого двигуна без збільшення частоти обертання.

## Історія винаходу
Історія розвитку турбокомпресорів почалася приблизно у той же час, що й створення перших зразків двигунів внутрішнього згоряння. У 1885–1896 роках Готтліб Даймлер і Рудольф Дізель проводили дослідження з підвищення вихідної потужності двигуна і зниження споживання палива шляхом стиснення повітря, що нагнітається в камеру згоряння.
Принцип турбонаддуваня було запатентовано швейцарським інженером Альфредом Бюхі (нім. Alfred Büchi, 1879–1959), який ще у 1905 році в Німеччині, отримав Імператорський патент за № 204630 а у 1911 патент США. Автор винаходу вперше успішно здійснив нагнітання за допомогою вихлопних газів, отримавши при цьому зростання потужності на 120%. Ця подія поклала початок поступовому розвитку та впровадженню турботехнологій у конструкції двигунів внутрішнього згоряння.
Сфера використання перших турбокомпресорів обмежувалася великими двигунами, зокрема, корабельними. В авіації з деяким успіхом турбокомпресори використовувалися на винищувачах з двигунами Рено ще під час Першої світової війни. До другої половини 1930-х розвиток технологій дозволив створювати дійсно вдалі авіаційні турбонагнітачі, які забезпечували форсування двигунів в основному з метою підвищення висотності. Найбільших успіхів у цьому досягли американці, встановивши турбонагнітачі на важкі винищувачі P-38 та бомбардувальники Boeing B-17 Flying Fortress у 1938 році. В 1941 році у США було створено винищувач Republic P-47 Thunderbolt с турбонагнітачем, що забезпечив йому видатні льотні характеристики на великих висотах.
На легковому автомобілі торгової марки Cord (модель 812) турбонаддування було використане ще у 1937 році. Цей автомобіль з переднім приводом мав потужність двигуна 170 к.с., проте через банкрутство виробника компанії Cord Automobile у 1937 році масового поширення набути не встиг.
У 1938 р. на заводі «Swiss Machine Works Sauer» було створено перший турбодвигун для вантажного авто. Першими масовими легковими автомобілями, що оснащувались турбінами були Chevrolet Corvair Monza і Oldsmobile з двигуном моделі Turbo Jetfire, що вийшли на американський ринок у 1962–1963 р. Незважаючи на очевидні технічні переваги, низький рівень надійності призвів до швидкого зняття з виробництва цих моделей.
Початок використання турбодвигунів на спортивних автомобілях, зокрема у Формулі-1, у 1970-х роках призвів до значного збільшення популярності турбокомпресорів. Приставка «турбо» стала входити в моду. У той час, майже всі виробники автомобілів пропонували як мінімум одну модель з бензиновим турбодвигуном. Однак, через декілька років, мода на турбодвигуни почала проходити, оскільки з'ясувалося, що турбокомпресор, хоч і дозволяє збільшити потужність бензинового двигуна зате значно збільшує витрату палива. На перших порах часова затримка в реакції турбокомпресора була чималою, що також було серйозним аргументом проти встановлення турбіни на бензиновий двигун.
Корінний перелом у розвитку турбокомпресорів відбувся із встановленням у 1977 році турбокомпресора на серійний автомобіль Saab 99 Turbo і потім, у 1978 р. випуском Mercedes-Benz моделі 300 SD, першого легкового автомобіля, оснащеного дизельним турбодвигуном. У 1981 році з'явився VW Turbodiesel. За допомогою турбокомпресора виробникам вдалось збільшити ефективність роботи дизельного двигуна до рівня бензинового, при меншій витраті палива. Підвищений ступінь стиску та внаслідок адіабатного розширення на робочому ході, забезпечує нижчу температуру вихлопних газів дизельного двигуна. Це знижує вимоги до жароміцності турбіни, через що турбіни на дизельних двигунах зустрічаються частіше ніж на бензинових і можуть мати складнішу конструкцію.

## Будова системи турбонаддування
Незважаючи на відмінності в конструкції окремих систем, можна виділити наступні загальні конструктивні складові системи турбонаддування — повітрозабірник і далі послідовно повітряний фільтр, дросельна заслінка, турбокомпресор, інтеркулер, впускний колектор. Всі елементи об'єднані сполучними патрубками та напірними шлангами.
Більшість елементів турбонаддування є традиційними елементами впускної системи двигуна. Вирізняючою особливістю системи турбонаддування є наявність турбокомпресора, інтеркулера та нових конструктивних елементів керування.

### Турбокомпресор
Турбокомпресор (інше найменування — турбонагнітач, газотурбінний нагнітач) є основним конструктивним елементом системи турбонаддування і забезпечує підвищення тиску повітря у впускний системі. Конструкція турбокомпресора об'єднує два колеса — турбінне й компресорне, розташовані на спільному валу ротора. Кожне з коліс, а також вал з підшипниками поміщені в окремі корпуси.
Турбінне колесо сприймає енергію відпрацьованих газів і передає її на вал ротора. Колесо обертається в корпусі спеціальної форми. Турбінне колесо і корпус турбіни виготовляються з жароміцних матеріалів (сплави металів, кераміка).

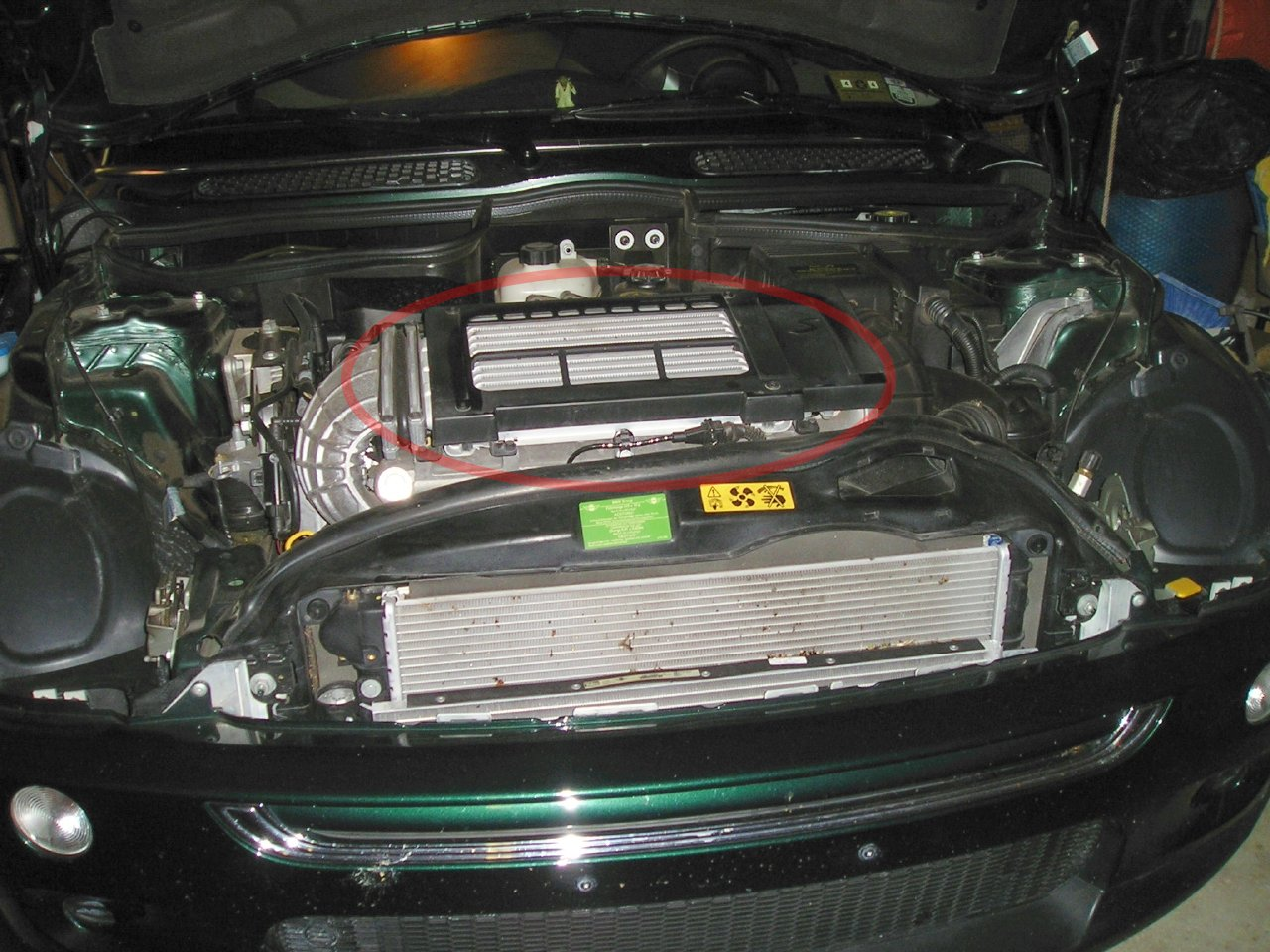
Двигун MINI Cooper S (2003) містить інтеркулер з верхнім розташуванням (обведений червоним)

У деяких конструкціях бензинових двигунів для поліпшення охолодження додатково застосовується рідинне охолодження турбонагнітачів. Корпус підшипників турбонагнітача включений у двоконтурну систему охолодження двигуна.

### Інтеркулер
Інтеркулер (проміжний охолоджувач) — пристрій, що призначений для охолодження стисненого у нагнітачі повітря. За рахунок охолодження стисненого повітря підвищується його густина. Існує багато критеріїв, якими керуються при створенні інтеркулера. Основні серед них — це максимальний відвід тепла, мінімальні втрати тиску наддування, збільшення інерції потоку.
Інтеркулер виконується у вигляді радіатора повітряного або рідинного типу, що встановлюється на виході з турбонагнітача.

### Елементи керування системи турбонаддування

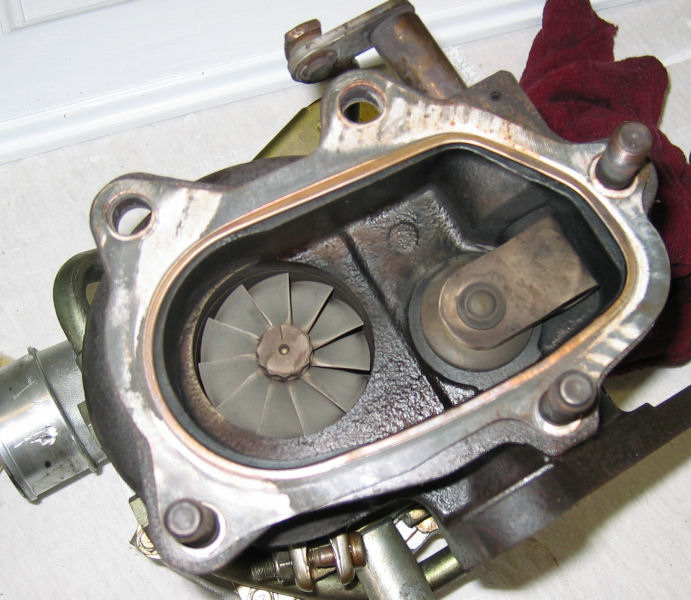
Регулювальний клапан, вбудованого типу

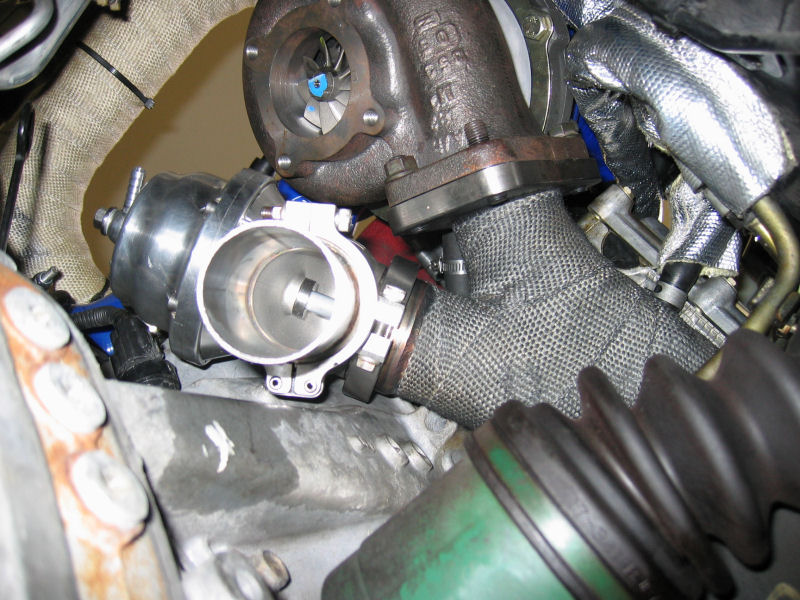
Регулювальний клапан зовнішнього виконання

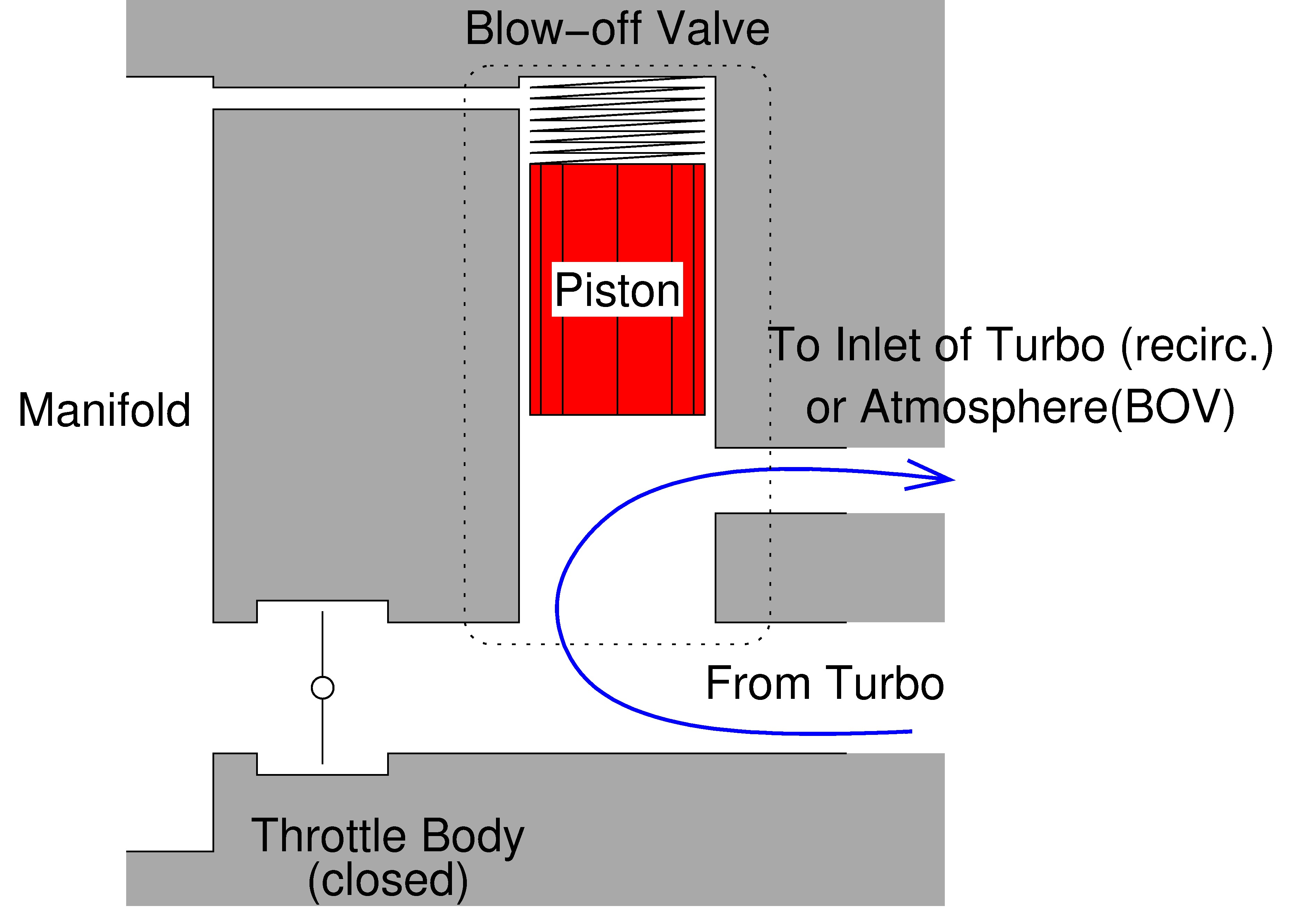
Схема блоуоф- або байпас-клапана у стані скидання тиску

Основним елементом керування системи турбонаддування є регулятор тиску наддування, який виконано у вигляді регулювального (перепускного) клапана (англ. wastegate), який може бути вбудований в турбінну частину нагнітача, або бути окремим елементом випускного колектора. Клапан обмежує енергію відпрацьованих газів, спрямовуючи їх частину в обхід турбінного колеса, чим забезпечує оптимальний тиск наддування. Клапан може мати пневматичне або електричне урухомлення. Керування роботою перепускного клапана на основі сигналів датчика тиску наддування забезпечується від блоку керування двигуном (англ. engine control module, ECM).
У повітряному тракті високого тиску (за компресором) може встановлюватись запобіжний клапан, що захищає систему від стрибка тиску, що може настати при різкому закритті дросельної заслінки. Надлишковий тиск може стравлюватись в атмосферу за допомогою запобіжного блуоф-клапана (англ. blowoff valve) або перепускатись на вхід компресора за допомогою байпас-клапана (англ. bypass valve).

## Принцип роботи системи турбонаддування
Робота системи турбонаддування ґрунтується на використанні механічної енергії відпрацьованих газів. Відпрацьовані гази обертають турбінне колесо, яке через вал ротора обертає компресорне колесо. Компресорне колесо стискає повітря і нагнітає його в систему. Нагріте при стисненні повітря охолоджується в інтеркулері і надходить у циліндри двигуна.
Так як при використанні наддування повітря в циліндри подається примусово (під тиском), а не тільки за рахунок розрідження, створюваного поршнем (розрідження здатне засмоктати тільки обмежену кількість суміші повітря з паливом), то в двигун потрапляє більша кількість паливної суміші. Як наслідок, при згорянні збільшується об'єм згорання суміші палива з повітрям, більша кількість газу що утворився створює вищий тиск і відповідно виникає більша сила, що тисне на поршень.
Незважаючи на те, що турбонагнітач системи турбонаддування не має жорсткого зв'язку з колінчастим валом двигуна, ефективність роботи системи багато в чому залежить від частоти обертання двигуна. Чим вищою є частота обертання колінчастого вала двигуна, тим вищою є енергія відпрацьованих газів, швидше обертається турбіна і більше стисненого повітря надходить у циліндри двигуна.
В силу своїх конструктивних особливостей, система турбонаддування має низку негативних особливостей, серед яких з одного боку є затримка у зростанні потужності двигуна при різкому натисненні на педаль газу, т.з. «турбояма» (англ. turbolag), з іншого — різке зростання тиску наддування після подолання «турбоями», т.з. «турбопідхоплення». «Турбояма» обумовлена інерційністю системи (для підняття тиску наддування при різкому натисненні на педаль газу потрібно деякий час), яка приводить до невідповідності між потрібною потужністю та продуктивністю компресора.

## Варіанти модернізації конструкції системи турбонаддування

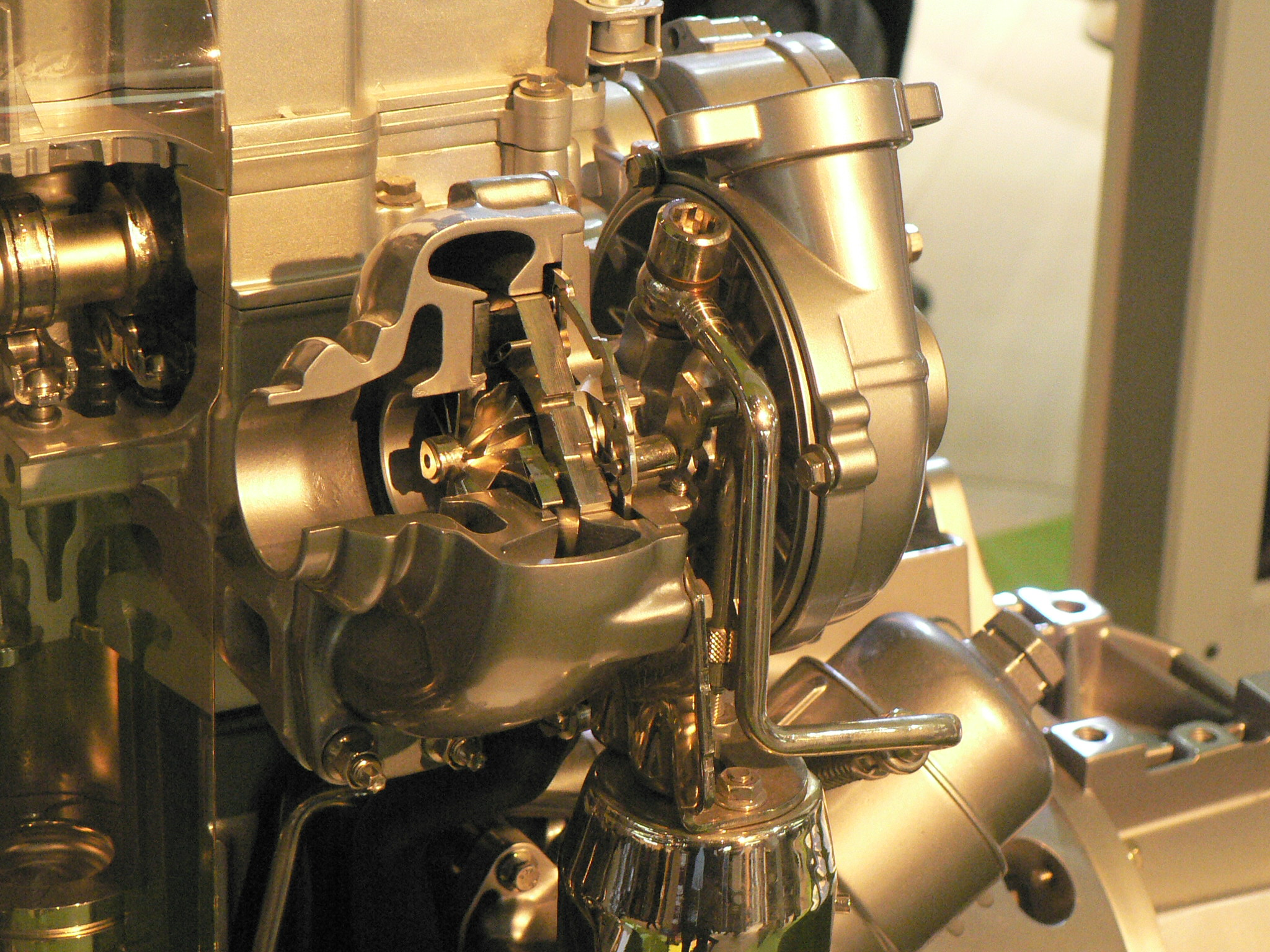
Турбонагнітач Garrett зі змінною геометрією, встановлений на двигуні DV6TED4

Існує декілька способів вирішення проблеми «турбоям»: застосування турбіни із змінною геометрією; використання двох послідовних або паралельних турбокомпресорів (англ. twin-turbo або англ. bi-turbo відповідно); використання комбінованого турбонаддування.
Турбіна із змінною геометрією (англ. Variable-geometry turbochargers, VGT також відома як VNT — турбіна від англ. Variable Nozzle Turbine) забезпечує оптимізацію потоку відпрацьованих газів за рахунок зміни площі вхідного каналу. Турбіни зі змінною геометрією знайшли застосування у системах тубонаддування дизельних двигунів, наприклад система турбонаддування двигуна TDI від Volkswagen.
Система з двома паралельними турбокомпресорами застосовується в основному на потужних V-подібних двигунах (по одному на кожний ряд циліндрів). Перевага такої системи ґрунтується на тому, що дві малі турбіни мають меншу інерційність, ніж одна велика.
При встановленні на двигуні двох послідовних турбін максимальна продуктивність системи досягається за рахунок використання різних турбокомпресорів на різних частотах обертання двигуна. Деякі виробники встановлюють три послідовних турбокомпресори — англ. triple-turbo (BMW) і навіть чотири — англ. quad-turbo (Bugatti).
Комбіноване наддування (англ. twincharger) об'єднує механічне нагнітання та турбонаддування. На низьких обертах колінчастого вала двигуна стиснення повітря забезпечує механічний нагнітач. Зі збільшенням частоти обертання двигуна починає працювати турбокомпресор, а механічний нагнітач відмикається. Прикладом такої системи є подвійне турбонаддування TSI від Volkswagen.